# Gouvernement Maïdou
Empire centrafricain
Le gouvernement Maïdou est le gouvernement de l'Empire centrafricain du 17 juillet 1978 au 26 septembre 1979. Il est formé après les soucis de santé du Premier ministre Ange-Félix Patassé qui se soigne en France, et qui voit son gouvernement dissous par Bokassa Ier. Le gouvernement reste en place jusqu'au 21 septembre 1979, date de la chute de Bokassa Ier par l'opération Barracuda. 

## Composition
Le gouvernement formé le 17 juillet 1978 est composé de,,  :
- Premier ministre : Henri Maïdou
- 1er vice-Premier ministre, chargé de la Coordination des questions économiques et financières : Alphonse Koyamba
- 2e vice-Premier ministre, chargé de l'Intérieur et de la Coordination des questions administratives et sociales : Joseph Potolot
- Ministre d'État, chargé des Travaux publics, de l'Aménagement du territoire et de l'Urbanisme : Général André-Dieudonné Magale
- Ministre d'État, chargée des Affaires sociales, de l'Organisation et de la Promotion féminine : Marie-Joseph Zan-Fe Touam-Bona
- Ministre d'État, chargé des Transports : Louis Alazoula
- Ministre de l'Agriculture et de l'Élevage : Emmanuel Abdoul
- Ministre du Commerce et de l'Industrie : Victor Boucher
- Ministre de la Défense nationale : Louis Lakouama
- Ministre de l'Énergie, des Mines et de la Géologie : Rigobert Yombo
- Ministre des Finances : François Epaye
- Ministre des Affaires étrangères : Jean-Paul Mokodopo
- Ministre de l'Enseignement supérieur et de la Recherche scientifique et technique : David Zokoé
- Ministre du Travail et de la Justice : Michel Robinet de Saint-Omer
- Ministre de l'Enseignement primaire, secondaire et technique : Jean-Claude Kazagui
- Ministre de l'Organisation et de l'orientation de la Radiodiffusion et de la Télévision : Barthélémy Yangongo
- Ministre du Plan, de la Coopération internationale et des Statistiques : Jean-Pierre Lebouder
- Ministre des Postes et Télécommunications : Justin Salamate
- Ministre de la Santé publique : Docteur Georges Pinerd
- Ministre de la Fonction publique et de la Sécurité sociale : Michel Gbézéra-Bria
- Ministre des Relations avec la Cour impériale : Eugène Ngouagouni
- Ministre des Petites et Moyennes Entreprises : Jacob Gbéti
- Ministre du Secrétariat général du gouvernement : Simon Narcisse Bozanga
- Ministre des Eaux, Forêts, Chasse, Pêche et Tourisme : Théodore Bagoyombo
- Secrétaire d'État auprès du Ministère de la Finance : Pierre Alphonse Bazoli-Yakete
- Secrétaire d'État auprès du Ministère des Affaires étrangères : Henri Koba
- Secrétaire d'État auprès du Ministère de l'Intérieur : Alphonse Mossaba
- Secrétaire d'État auprès du Ministère de la Défense nationale : Ambroise Assombele
- Secrétaire d'État auprès du Premier ministre, chargé de la Jeunesse, des Sports, de la Culture et du Tourisme : Olivier Ogboulougbougnade
- Secrétaire d'État auprès du Ministère des Affaires sociales : Angeline Songomali